# Edson Reséndez
Edson Alan Reséndez Sánchez (ur. 12 stycznia 1996 w Guasave) – meksykański piłkarz występujący na pozycji bramkarza, od 2024 roku zawodnik ekwadorskiego Aucas.